# 朝比奈一郎
朝比奈 一郎（あさひな いちろう、1973年 - ）は青山社中株式会社代表（筆頭代表CEO）。NPO法人「地域から国を変える会」理事長、一般社団法人「日本と世界をつなぐ会」代表理事、福井県立大学客員教授、ビジネス・ブレークスルー大学院大学客員教授、ケネディスクール・日本人同窓会理事。
＜主な役職＞（これまで務めてきたものも含む）
【自治体アドバイザー】
那須塩原市、川崎市、沼田市、生駒市、妙高市、越谷市、魚津市、浜松市、上三川町、むかわ町、北九州市、東京都北区、下呂市、香取市、三条市、軽井沢町
【兼職活動】
NPO法人 地域から国を変える会 理事長、一般社団法人 日本と世界をつなぐ会 代表理事
あずさ監査法人 顧問、エフバイタル株式会社 顧問、シン・エナジー株式会社 社外取締役、株式会社Near Me 地域活性アドバイザー
【各種委員】
富山県成長戦略会議委員、広島県経済財政会議委員、神戸市人材育成に関する懇話会委員、内閣府-つくば市ネット投票事業の有識者会議委員、内閣官房全世代型社会保障構築本部 外部有識者、内閣官房地域活性化伝道師、観光庁観光地域づくり法人における外部専門人材、内閣府クールジャパン地域プロデューサー、総務省地域力創造アドバイザー

## 略歴
1973年生まれ。東京都東村山市生まれ。埼玉県日高町(現・日高市)・飯能市で育つ。日高市立武蔵台小学校、秀明中学校・高等学校を経て、東京大学法学部卒業。ハーバード大学行政大学院修了（修士）。経済産業省ではエネルギー政策、インフラ輸出政策、経済協力政策、特殊法人・独立行政法人改革などに携わる。「プロジェクトK（新しい霞ヶ関を創る若手の会）」初代代表。経産省退職後、2010年11月15日に青山社中株式会社を設立。代表・CEOを務め、政策支援・シンクタンク、コンサルティング業務、教育・リーダー育成を行う。

### 経済産業省官僚
- 1997年4月 通商産業省入省。通商政策局総務課配属。
- 1998年5月 資金協力室係長(円借款担当)
- アジア危機に際し、一定割合の日本調達等を条件とする特別円借款制度の創設等を実現。中国案件も担当。
- 2000年6月 特許庁総務課総括係長(特許庁の組織・定員担当)
- ビジネス方法特許審査室の創設等を実現。
- 2001年7月 留学(ハーバード大学行政大学院(ケネディスクール)修士号取得)
- 在学中にエズラ・ヴォーゲル教授らと「ハーバード松下村塾」を立ち上げ。
- ※留学前、留学後の2回にわたり、経済産業省の採用活動に関与。
- 2003年7月 内閣官房行革推進事務局参事官補佐(特殊法人等改革担当)
- 特殊法人等整理合理化計画、独立行政法人改革(統合、業務見直し等)を推進。
- 2005年6月 資源エネルギー庁石油天然ガス課課長補佐(資産売却、ロシア担当)
- 油価高騰の中、太平洋パイプライン案件、旧石油公団資産売却を担当。
- 2006年6月 独立行政法人日本貿易保険営業第二部調査役(企画調整兼石油・天然ガス)
- 資源エネルギー総合保険、地球環境保険の創設などを実現。
- 2009年4月 貿易経済協力局資金協力課課長補佐(企画調整担当)　※2010年11月退職
- アジア等の新興国へのインフラ・システム輸出の省内取りまとめを担当。

### 新しい霞ヶ関を創る若手の会（プロジェクトK）代表
- 2003年9月 会を立ち上げ、代表に就任。
- 2005年12月 霞が関改革案を出版(メンバー実名入り)。以来、小泉政権、安倍政権、鳩山政権要人等に対して改革案を直訴。改革案の中身を一部実現したとしている。
- 2006年 中間法人プロジェクトKを設立し理事長に就任。2009年5月NPO法人化。
- 地方自治体との意見交換等も実施。
- 2009年9月 日本再生と霞ヶ関改革についての著書「霞ヶ関維新」を出版。

### 青山社中株式会社筆頭代表・CEO（独立後）
- 2010年11月 日本再生を目指す株式会社「青山社中」を設立。筆頭代表に就任。政党や政治家の政策づくりをサポートするシンクタンク事業を開始。
- 2011年5月 若手リーダー育成を目指し「青山社中リーダー塾」をスタート。
- 2012年 「青山社中エクステンションスクール」を開始。(2014年より日本版ケネディスクールを目指して、名称を変更し、「青山社中リーダーシップ・公共政策学校」を開始。)
- 2012年 大前研一氏が主宰するビジネス・ブレークスルー大学(BBT)のビジネス・ブレークスルーChにて講義を担当開始。
- 2012年4月 中央大学大学(公共政策研究科)客員教授に就任。
- 2013年10月 G1東松龍盛塾長に就任。(グロービス経営大学院大学などと共に、地方議員や地域リーダーの育成を目指す塾)
- 2017年4月 ビジネス・ブレークスルー大学(BBT) 大学院　客員教授　就任。
- 2023年12月 福井県立大学 客員教授に就任

### NPO法人地域から国を変える会
- 2012年7月 NPO法人地域から国を変える会設立。理事長に就任。
- 2013年4月 総務省地域力創造アドバイザーに就任。
- 2013年11月 チーム那須結成。 (30代〜40代からなる那須地域の活性化を考える会)
- 2014年1月 那須塩原市黒磯駅前及び周辺地域活性化懇談会座長就任。
- 2014年5月 那須塩原市経済活性アドバイザー就任。
- 2014年4月 三条市経済活性アドバイザー就任。(2019年度迄)
- 2014年 三条市職員向け研修講師に就任。
- 2014年6月 川崎市中小企業活性化成長戦略条例策定会議副座長就任。
- 2014年11月 川崎市経済活性アドバイザー就任。
- 2015年5月 ぬまた起業塾(沼田市役所主催)塾頭就任。
- 2017年7月 生駒市経済活性アドバイザー就任。
- 2018年4月 妙高市経済活性アドバイザー就任。
- 2018年7月 軽井沢町未来共創アドバイザー就任。(2021年度迄)
- 2019年4月 越谷市都市政策アドバイザー就任。
- 2019年4月 内閣官房地域活性化伝道師就任。
- 2021年7月 魚津市地域力創造アドバイザー就任。
- 2022年4月 浜松市都市政策アドバイザー就任。
- 2022年4月 広島県経済財政会議委員就任。
- 2022年7月 上三川町地域力創造アドバイザー就任。

### 一般社団法人日本と世界をつなぐ会
- 2014年4月 一般社団法人日本と世界をつなぐ会設立。代表理事に就任。
- 2014年9月 三条市企業のベトナム市場開拓に向けた支援を開始。
- 2015年3月　日本-中国リーダーシッププログラムの開催支援。第1回を北京で開催。
- 2015年10月 三条市特産品内覧会（モスクワ）の開催支援。
- 2016年4月   内閣府 クールジャパン・地域プロデューサーに就任。
- 2016年7月　燕三条ビジネスマッチング商談会（ホーチミン）
- 2016年11月 三条市に中国（成都、重慶）視察のアレンジ。
- 2019年4月   ENGAWA株式会社の社外取締役に就任。
- 2019年6月   沼田市に中国四川省江油市代表団来訪アレンジ。

## メディア
- 読売新聞『明日への考』
- 朝日新聞 オピニオン面
- 共同通信『管政権２００日』
- 東京（中日）新聞 オピニオン面
- グッド！モーニング（テレビ朝日）
- news ZERO （日本テレビ）
- 報道ステーション（テレビ朝日）
- ウェークアップ！ぷらす（読売テレビ）
- 深層NEWS（BS日テレ）
- 業界超分析（PIVOT)
- ダイバーシティニュース（茨城放送）第四火曜日 コメンテーター
- まいどなニュース（神戸新聞社、デイリー、Lmaga.jp、サンテレビ、ラジオ関西、京都新聞社、山陽新聞、山陽中央新報デジタル、高知新聞社）
- 下水道協会誌 論考寄稿
- 住宅土地経済 論考寄稿
- 日本不動産学会誌 論考寄稿
- JBpress 月１回程度
- アゴラ論考 月１回 程度

## 著書
- 「ケネディスクールでは何をどう教えているか」共著（英治出版）
- 「霞ヶ関構造改革・プロジェクトK」共著（東洋経済新報社）
- 「霞ヶ関維新」共著（英治出版）
- 「やり過ぎる力」単著（ディスカヴァー・トゥエンティワン）